# Marie Bernhard

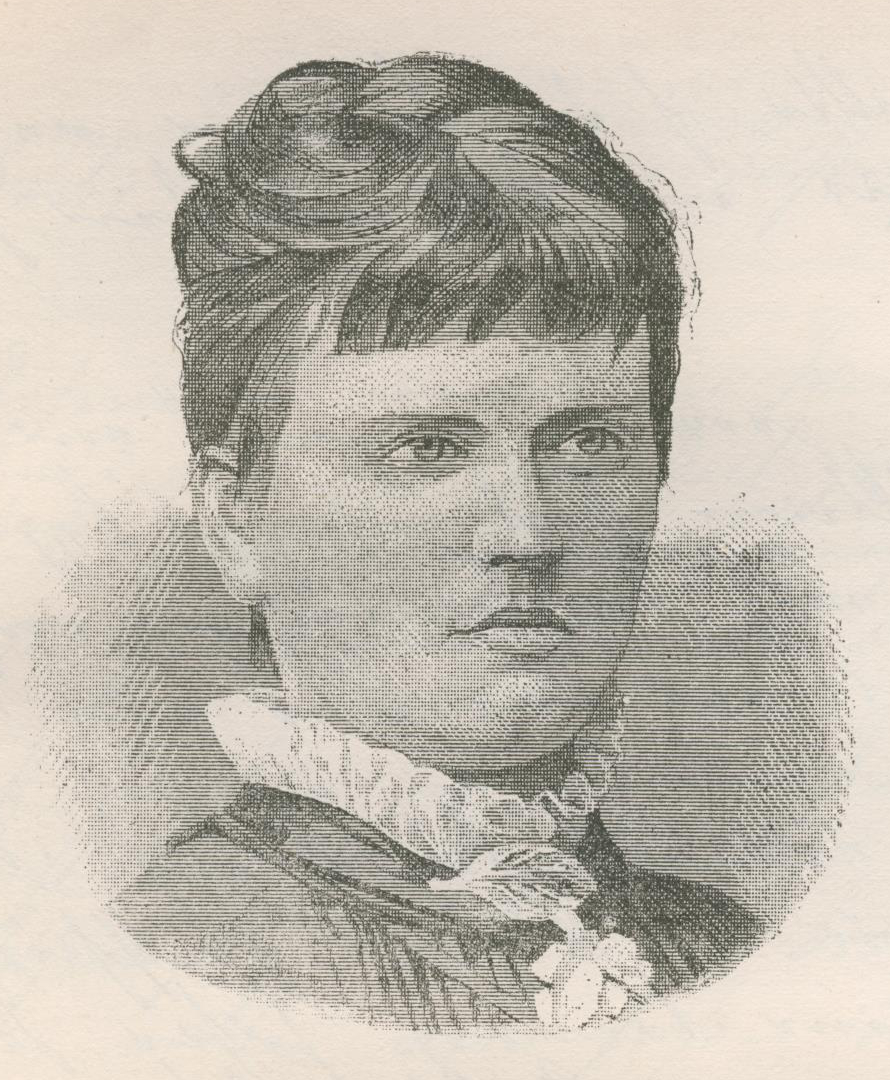
Marie Bernhard vor 1893

Marie Bernhard (* 7. November 1852 in Königsberg; † 1937) war eine deutsche Schriftstellerin. Sie schrieb auch unter dem Pseudonym Bernhard Frey.

## Leben
Bernhard kam in Königsberg zur Welt, wo ihr Vater als Professor und Oberlehrer am Löbenichtschen Realgymnasium tätig war. Sie besuchte die Schule in Königsberg und begann 1879 als Schriftstellerin tätig zu werden. Zunächst schrieb sie dabei unter dem Pseudonym Bernhard Frey. Ihre erste Arbeit wurde die Novelle Gesühnt, die in der Berliner Tribüne und in den Hamburger Nachrichten abgedruckt wurde. Es entstanden in der Folge zahlreiche Romane, Erzählungen und Novellen. Bernhard hat auch in verschiedenen anderen Zeitungen publiziert, darunter in der Gartenlaube.
Von anderen populären Romanautorinnen der Zeit unterschied Bernhard sich dadurch, dass sie ihre Werke gelegentlich (Verkauft und verloren, 1893) mit einem tragischen Handlungsausgang versah.
In der Inflation nach dem Ersten Weltkrieg verlor Bernhard ihr für die Altersversorgung vorgesehenes Vermögen und geriet in Not.

## Werke (Auswahl)
- Gesühnt. Novelle. 1880.[3]
- Aus alter Fehde. Roman. Goldschmidt, Berlin 1880.
- Die Erbin von Glückshafen. Roman. Berldin 1883. (2. Aufl. 1897)
- Auf der Woge des Glückes. Roman. Engelhorn, Stuttgart 1886.
- Ein Ehrenwort. Roman. Köhler, Minden 1890.
- Ein selbst getreu. Der Weg zum Herzen und andere Novellen. Köhler, Minden 1890.
- Eva Leoni, Roman. Schirmer, Berlin 1891. (Ausgabe für junge Mädchen 1898)
- Sonnenwende. Roman. Keil, Leipzig 1891.
- Der Zeuge. Roman in zwei Bänden. Deutsche Verlags-Anstalt, Stuttgart 1891.
- Felix und Felicia. Roman. Keil, Leipzig 1892.
- Ein Götzenbild. Roman. Keil, Leipzig 1892.
- In Treue fest. Roman. Pierson Dresden/Leipzig 1892.
- Das Teufelchen. Roman. Pierson Dresden/Leipzig 1893. (2. Aufl. 1902)
- Verkauft und verloren. Roman. Pierson, Dresden/Leipzig 1893.
- Unweiblich. Roman in zwei Bänden. 1893. (3. Aufl., Reclam, Leipzig 1913)
- Die Perle. Roman. Keil, Leipzig 1894.
- Buen Retiro. Um meinetwillen. Die Freude. Drei Erzählungen. Keil Leipzig 1895.
- Schule des Lebens. Roman in zwei Bänden. Pierson, Dresden/Leipzig 1896.
- Forstmeister Reichardt. Roman. Keil, Leipzig 1896. (2. Aufl. 1900)
- Im Strom der Zeit. Eine unverstandene Frau. Roman in zwei Bänden. Pierson, Dresden/Leipzig 1898.
- Die Kinder. Novelle. Pierson, Dresden 1898.
- Die chinesische Mauer. Roman. Schall, Berlin 1899.
- Schloß Josephsthal. Roman. Keil, Leipzig 1899.
- Ein Gottesmann. Roman in zwei Bänden. Pierson, Dresden/Leipzig 1900.
- Die Glücklichen. Roman. Reclam, Leipzig 1900.
- Heimatluft. Erzählung. Pierson, Dresden/Leipzig 1900.
- Frau Fama.  Roman in 2 Bänden. Reclam, Leipzig 1901.
- Das corpus delicti. Roman. Pierson, Dresden/Leipzig 1902.
- Ihr einziger Sohn und andere Novellen. Keil, Leipzig 1902.
- Leonore Flottwell. Roman, 1903.[4]
- Herrenloses Gut. Roman. Reclam, Leipzig 1904.
- Die heilige Cäcilie. Roman in zwei Bänden. Polz, Leipzig 1905.
- Opfer. Roman. Union, Stuttgart/Berlin/Leipzig 1906.
- Pallas Athene. Roman in zwei Bänden. List, Leipzig 1906.
- Vogel Phönix. Roman in zwei Bänden. List, Leipzig 1907.
- 1908ff: Illustrierte Romane
- Für wen? Roman in zwei Bänden. 1909.[5]
- Große und kleine Leute. Novellen. Hillger, Berlin/Leipzig 1909.
- Prüfung des Herzens. Novellen. Hillger, Berlin 1910.
- Zu Dreien. Roman. Verein der Bücherfreunde, Berlin 1911.
- Adelheid Rolands Schicksal. Roman. Verein der Bücherfreunde, Berlin 1912.
- Familiensinn und andere Erzählungen. Bonnier, Leipzig 1912.